# Marie Marchand-Arvier
Marie Jay Marchand-Arvier , francoska alpska smučarka, * 6. oktober 1973, Gap, Francija.
Nastopila je na treh olimpijskih igrah, najboljši uvrstitvi je dosegla leta 2010 s sedmim mestom v smuku in desetim v kombinaciji. Na svetovnih prvenstvih je nastopila petkrat in leta 2009 osvojila srebrno medaljo v superveleslalomu, ob tem je bila še peta v kombinaciji in šesta v smuku. V svetovnem pokalu je tekmovala dvanajst sezon med letoma 2004 in 2015 ter dosegla pet uvrstitev na stopničke. V skupnem seštevku svetovnega pokala je bila najvišje na šestnajstem mestu leta 2009.
Njen mož Vincent Jay je nekdanji biatlonec.